# ステップフォードの妻たち
『ステップフォードの妻たち』（ステップフォードのつまたち、The Stepford Wives）は、アイラ・レヴィンが1972年に発表したSFホラー小説。日本では早川書房から出版（平尾圭吾・訳）。

## あらすじ
写真家のジョアンナは、弁護士の夫ウォルターと娘と共にコネチカット州のステップフォードという郊外の町に引っ越してくる。この町は美しく閑静な高級住宅街で、住人たちも皆優しい、理想的な町であった。
しかしやがて、ジョアンナはこの町に段々と違和感を感じ始める。ここに住む女性たちは皆仕事をせず、家庭的で貞淑で夫に従順な専業主婦ばかりなのだ。ジョアンナより前に引っ越してきたボビーは、唯一人ジョアンナと同じようにこの町に違和感を感じており、2人はこの町に何か秘密があるのではないかと疑う。
ある日、ウォルターがこの町にある男性しか入れないという「男性協会」に入会して以来、様子がおかしくなる。さらに、自分の唯一人の理解者であったボビーも、ある日を境に他の女性たちと同じように従順な専業主婦に変貌してしまう。
調査を進めたジョアンナは、この町の女性たちの正体が、妻を家庭に縛り付ける事に必死な夫達によって殺され、自分たちの思い通りの性質を持った元の妻そっくりに作られたロボットであることを知る。
全てを知ったジョアンナは、この町から逃げ出す事を決意する。

## 映画
1975年と2004年に映画化された。

### 1975年版
1975年の最初の映画化。日本では劇場未公開でVHS化もテレビ放送もされなかったが、2004年版の公開に合わせて『ステップフォード・ワイフ』の邦題でDVD化された。
主演のキャサリン・ロスは第3回サターンSF映画賞（1976年）で主演女優賞を受賞した。
続編として『ステップフォード・タウンの謎』（Revenge of the Stepford Wives、1980年、日本ではVHSスルー）、“The Stepford Children”（1987年、日本未公開）、“The Stepford Husbands”（1996年、日本未公開）が制作された（いずれもテレビ映画）。

#### キャスト
- ジョアンナ・エバハート: キャサリン・ロス
- ボビー・マルコヴェ: ポーラ・プレンティス
- ウォルター・エバハート: ピーター・マスターソン
- キャロル・ヴァン・サント: ナネット・ニューマン（英語版）
- チャーマイン・ウィンペリス: ティナ・ルイーズ
- デイル（ディズ）・コバ: パトリック・オニール
- テッド・ヴァン・サント: ジョセフ・ソマー
- ネティ: ディー・ウォレス
- キム・エバハート: メアリー・スチュアート・マスターソン
- ドクター・ファンチャー: キャロル・ロッセン
- アイク・マザード: ウィリアム・プリンス
- パトリシア・コーネル: ジュディス・ボールドウィン（英語版）
- クロード・アクスヘルム: ジョージ・コー
- エド・ウィンペリス: フランクリン・カヴァー（英語版）
- レイモンド・チャンドラー: ロバート・フィールズ
- マーケット・マネージャー: ケネス・マクミラン

#### 作品の評価
Rotten Tomatoesによれば、批評家の一致した見解は「『ステップフォード・ワイフ』本来の風刺はブライアン・フォーブスの風格のある演出によって損なわれているが、ウィリアム・ゴールドマンの脚本はミソジニーな社会への痛烈な批判として優れている。」であり、33件の評論のうち高評価は67%にあたる22件で、平均点は10点満点中6.2点となっている。
Metacriticによれば、9件の評論のうち、高評価は3件、賛否混在は6件、低評価はなく、平均点は100点満点中54点となっている。

### 2004年版
2004年に2度目の映画化。こちらはコメディ・タッチの作風で制作されている。